# Alludugaru
Alludugaru er en indisk film fra 1990 af K. Raghavendra Rao.

## Medvirkende
- Mohan Babu som Vishnu
- Shobana som Kalyani
- Ramya Krishna som Revathi
- Jaggayya som Ramachandra Prasad
- Chandramohan som Anand
- Kaikala Satyanarayana som Jailer
- Gollapudi Maruthi Rao